# Roger Pontet
Roger Pontet, né le 15 juin 1920 à Paris et mort le 29 janvier 2009 à Ploemeur, est un coureur cycliste français.

## Biographie
Ses parents, originaires de la région parisienne arrivent à Dinan avant guerre alors qu'il a 14 ans et c'est là qu'il enfourche son premier vélo. Son fils Alex Pontet fera une carrière de pistard.
Il a 16 ans quand il gagne Paris-Dieppe en 1937. En 1946, il remporte Manche-Océan. En 1949, il est vainqueur de l'étape contre la montre du Critérium du Dauphiné libéré. En 1953, il finit le Tour de France en 44e position.

## Palmarès
- 1937
  - Paris-Dieppe
- 1946
  -  Champion de Bretagne
  - Manche-Océan (contre-la-montre)
  - 2e du Grand Prix Pierre Le Doaré
- 1948
  - Grand Prix Pierre Le Doaré
- 1949
  - 5ea étape du Critérium du Dauphiné libéré (contre-la-montre)
  - Paris-Limoges
  - 9e du Critérium du Dauphiné libéré
- 1950
  - 3e du Tour du Maroc
  - 10e du Critérium du Dauphiné libéré
- 1951
  - 3e de Paris-Clermont-Ferrand
  - 3e du Tour de l'Est Central
- 1952
  - 2e du Grand Prix Pierre Le Doaré

## Résultats sur le Tour de France
5 participations
- 1947 : abandon (20e étape)
- 1948 : abandon (3e étape)
- 1949 : abandon (5e étape)
- 1950 : abandon (8e étape)
- 1953 : 44e

## Résultats sur le Tour d'Italie
- 1953 : 24e